# Blériot-SPAD S.XX
Die Blériot-SPAD S.XX war ein zweisitziges Doppeldecker-Flugzeug des französischen Herstellers Société de Production des Aéroplanes Deperdussin.

## Geschichte
Dieses Flugzeug, dessen Prototyp am 7. August 1918 zum Erstflug startete, wurde von offizieller Seite, obwohl mit zwei Sitzen ausgestattet, als einsitziges Jagdflugzeug bezeichnet.
Dies lag an der ungewöhnlichen Einstufung dieser Maschine als „geschützter Einsitzer“ (monoplace protégé); die Aufgabe des zweiten Besatzungsmitgliedes war es also, den Piloten mit dem schwenkbaren Lewis-MG zu schützen.
Der Erstflug überzeugte die Militärs und brachte SPAD zunächst einen Produktionsauftrag von 300 Maschinen pro Monat ein. Durch das Ende des Ersten Weltkrieges wurden jedoch nur 100 S.XX gebaut. 95 davon erhielt die französische Luftwaffe, 3 Exemplare der japanische Mitsubishi-Konzern, und ein Exemplar wurde nach Bolivien verkauft.
Man erkannte das Potenzial dieses Flugzeuges, und in den Jahren 1918 bis 1922 wurden mit der S.XX etliche Rekorde eingeflogen, unter anderem im Jahre 1918 ein Geschwindigkeitsweltrekord mit Passagier mit einer Geschwindigkeit von 230 km/h und ein Höhenweltrekord von 8900 m im Juli 1919.

## Konstruktion
Die S.XX war ein einstieliger Doppeldecker mit einem Rumpf Holzschalenbauweise. Die unteren Tragflächen waren kürzer ausgeführt als die oberen, die oberen Tragflächen waren stark gepfeilt, die unteren hingegen standen im rechten Winkel zum Rumpf; Querruder an den unteren Tragflächen.
Die Maschine hatte ein zweirädriges Fahrwerk sowie einen Hecksporn.

## Versionen
Aufgrund der Qualitäten der Serienmaschine entstanden diverse Umbauten und Verbesserungen, vor allem zu den verschiedensten Rennflugzeugen.
- SPAD S.XXbis – eine verbesserte S.XX mit vergrößertem Trag- und Leitwerk
- SPAD S.20bis-1, bis-2 und bis-3 – Umbau des Serienmodells durch den Konstrukteur André Herbemont, der auch die Serienmaschine entwickelt hatte, auf eine einsitzige Maschine und jeweils eine Verkleinerung der Spannweite zwecks Verringerung des Luftwiderstands; konsequente Auslegung der Maschinen für Luftrennen
- SPAD S.20bis-4 – erneute Verkleinerung der Spannweite auf nunmehr 6,80 m; diese Maschine erzielte am 28. Februar 1920 einen Geschwindigkeitsweltrekord mit 283,864 km/h
- SPAD S.20bis-5 – erneute Verringerung der Tragflügelfläche und Verlagerung der oberen Tragfläche nach unten durch Entfernen der Baldachinstreben des Serienmusters; Teilnahme von zwei S.20bis-5 an einem Luftrennen in Etamples am 20. September 1920 (ein zweiter Platz)
- SPAD S.20bis-6 – auf 235 kW (320 PS) verbesserte Version des Hispano-Suiza-Motors, oberer Tragflügel wieder mit – allerdings zur Serienversion verkürzten – Baldachinstreben; mit dieser Maschine wurde am 3. November 1920 ein neuer Geschwindigkeitsweltrekord mit 309,012 km/h erzielt

Außerdem können folgende SPAD-Modelle als unmittelbare Weiterentwicklungen der S.XX angesehen werden:
- SPAD S.26
- SPAD S.31

## Technische Daten
| Kenngröße             | Daten |
| --------------------- | --- |
| Besatzung             | 2 |
| Länge                 | 7,30 m |
| Spannweite            | 9,72 m |
| Höhe                  | 2,80 m |
| Flügelfläche          | 30,00 m² |
| Leermasse             | 867 kg |
| max. Startmasse       | 1306 kg |
| Höchstgeschwindigkeit | 217 km/h in 4000 m |
| Dienstgipfelhöhe      | 8000 m |
| Reichweite            | 400 km |
| Triebwerke            | 1 × Hispano-Suiza-Reihenmotor mit 221 kW (300 PS)                                                                                    |
| Bewaffnung            | 2 Vickers-MG, Kal. 7,7 mm, nach vorn feuernd, synchronisiert und 1 oder 2 Lewis-MG, Kal. 7,7 mm, auf Ringlafette im hinteren Cockpit |